# Neville Southall
Neville Southall (Llandudno, 16 de setembro de 1958) é um ex-futebolista e treinador de futebol galês.
Southall é considerado um dos maiores goleiros de sua geração e um dos maiores ídolos da história do Everton, estando presente em cinco títulos da franquia. Foi eleito o melhor jogador da primeira divisão em 1985.

## Carreira
Tendo atuado em equipes inexpressivas do futebol galês e inglês, Southall teve sua primeira grande chance quando foi contratado pelo Bury já com uma idade avançada, sua primeira equipe profissional. O valor da transferência foi de seis mil libras. Em apenas um temporada na equipe, teve grande destaque em suas trinta e nove partidas disputadas, sendo contrato pelo Everton na temporada seguinte, que pagou cento e cinquenta mil libras.
Logo em sua primeira temporada foi titular da equipe, porém, na metade da temporada seguinte, acabou sendo emprestado ao Port Vale, ficando durante os dois primeiros meses de 1983, onde disputou apenas nove partidas, voltando ao Everton logo em seguida.
No Everton, esteve presente num dos melhores momentos da história da equipe na década de 1980. Foi titular nos dois títulos ingleses, em duas FA Cup, três FA Charity Shield, além do primeiro e único título continental conquistado pela equipe azul, a Recopa Europeia, em 1985. Curiosamente, o Everton nunca mais conquistou um título após sua saída da equipe, em 1997, após quase duas décadas defendendo o clube.
Ídolo máximo da equipe e detentor de recordes com a camisa dos Toffees, Southall começou a sentir o peso da idade, e com trinta e nove anos, acabou sendo emprestado ao Southend United, em seguida ao Stoke City, que acabou adquirindo seu passe. Porém, ficou apenas até o fim da temporada, sendo vendido ao Torquay United, emprestado e retornando logo em seguida. Ainda teve uma passagem pelo Bradford City, na Premier League. Após o Bradford, passou por equipes inexpressivas durante dois anos (York City, Rhyl, Shrewsbury Town, Dover Athletic e Dagenham & Redbridge), antes de encerrar a carreira, aos 44 anos.

## Seleção galesa
Pela seleção galesa, Southall, durante dezesseis anos, disputou 92 partidas, sofrendo 126 tentos, média de 1,34 por partida. Como sua seleção havia disputado apenas um torneio na história (até a Eurocopa de 2016), curiosamente no mesmo ano em que nasceu (Copa de 1958), Southall conseguiu disputar apenas o British Home Championship (campeonato disputado entre as seleções do Reino Unido), além das eliminatórias e amistosos com a seleção. Flertou 2 vezes com a classificação para uma Copa: em 1985, um empate por 1 a 1 contra a Escócia (a emoção da partida causou a morte do técnico escocês, Jock Stein) selou o destino dos galeses, que perderam a vaga na repescagem; em 1993, Gales esteve a um passo da classificação, mas a Seleção, que só precisava ganhar da Romênia, perdeu por 2 a 1 em plena Cardiff, dando a vaga de presente à Bélgica e terminando em quarto lugar no grupo 4, atrás inclusive da Tchecoslováquia.
Sua estreia aconteceu contra a Irlanda do Norte, em 27 de maio de 1982, vencendo por 3 a 0. Apenas quinze anos após sua estreia, disputou sua última partida com a equipe galesa, na derrota por 6 a 4 para a Turquia, em 20 de agosto de 1997.

## Passagem como treinador
Southall também teve passagens como treinador, como pela própria seleção galesa, durante o período em que defendia o Torquay United, mas acabou saindo, após alegar que o acordo foi "uma total falta de respeito". Também teve a frente dos inexpressivos Dover Athletic e Hastings United, mas não tendo nenhum destaque.
A última equipe treinada pelo ex-goleiro foi o Margate, como interino. No presente, torce pela associação independentista YesCymru.

## Títulos
Everton
- Football League First Division: 1984–85, 1986–87
- Copa da Inglaterra: 1983–84, 1994–95
- Supercopa da Inglaterra: 1984, 1985, 1995
- Recopa Europeia: 1984–85

Winsford United
- Cheshire Senior Cup: 1980

### Individuais
- Melhor jogador da Football League First Division: 1985
- Time do Ano da Associação de Futebolistas Profissionais da Inglaterra: 1986–87, 1987–88, 1988–89, 1989–90
- Personalidade esportiva do ano pela BBC Cymru Wales: 1995
- Football League 100 Legends: eleito em 1998
- 100 melhores jogadores do século XX pela revista World Soccer: 95º lugar